# Fuente de Pedro Naharro (kommun)
Fuente de Pedro Naharro är en kommun i Spanien.   Den ligger i provinsen Provincia de Cuenca och regionen Kastilien-La Mancha, i den centrala delen av landet, 80 km sydost om huvudstaden Madrid. Antalet invånare är 1 349.